# Ángel Oliveros Jiménez
Ángel Oliveros Jiménez (Alcalá de Guadaíra, provincia de Sevilla, 27 de octubre de 1941-ibídem, 1 de abril de 2017) fue un futbolista español que jugaba en la demarcación de delantero interior.

## Biografía
Debutó como futbolista en la temporada 1961/62 con el Sevilla FC el 5 de noviembre de 1961 en un encuentro de liga contra el Elche CF tras jugar los noventa minutos que finalizó con un resultado de 2-0 a favor del conjunto sevillista tras un doblete de José Carlos Diéguez. Jugó en el club hispalense durante seis temporadas, hasta que en 1967 fichó por el FC Barcelona. Con el club azulgrana ganó la Copa del Rey en 1968, que aunque fue convocado para la final, no la llegó a disputar. Posteriormente pasó por el Real Zaragoza y finalmente recaló en el Granada CF, club en el que colgó las botas en la temporada 1973/74, jugando su último partido el 4 de noviembre de 1973 los últimos trece minutos contra el CD Málaga.
Falleció el 1 de abril de 2017 en su ciudad natal a los 75 años de edad.

## Clubes
| Club          | País   | Año         | Partidos | Goles |
| ------------- | ------ | ----------- | -------- | ----- |
| Sevilla FC    | España | 1961 - 1967 | 92       | 17    |
| FC Barcelona  | España | 1967 - 1968 | 13       | 4     |
| Real Zaragoza | España | 1968 - 1972 | 60       | 6     |
| Granada CF    | España | 1972 - 1974 | 23       | 3     |

## Palmarés

### Campeonatos nacionales
| Título       | Club         | País   | Año  |
| ------------ | ------------ | ------ | ---- |
| Copa del Rey | FC Barcelona | España | 1968 |